# Iain Wilson
Iain Wilson (ur. 15 grudnia 1998 w Irvine) – szkocki piłkarz grający w Dunfermline Athletic. Wilson wcześniej grał w Kilmarnock i miał dwa okresy wypożyczenia u Queen of the South. Reprezentował również Szkocję na szczeblu młodzieżowym.

## Kariera klubowa
6 grudnia 2016, Wilson wywalczył szkocką Premiership dla Kilmarnock w połowie meczu z Aberdeen, w którym Killie przegrał 5:1. 29 stycznia 2019 został wypożyczony do klubu Scottish Championship Queen of the South na pozostałą część sezonu, a w styczniu 2020 wrócił do klubu na kolejne 6-miesięczne wypożyczenie.
Wilson opuścił Kilmarnock, aby podpisać kontrakt z Dunfermline Athletic w lipcu 2020, dołączając do drużyny Scottish Championship na dwuletniej umowie.